# Cyphometopis scutellaris
Cyphometopis scutellaris är en tvåvingeart som beskrevs av Borgmeier och Prado 1975. Cyphometopis scutellaris ingår i släktet Cyphometopis och familjen puckelflugor. Inga underarter finns listade i Catalogue of Life.